# NAKED / Fight Together / Tempest
Singles de Namie Amuro
Break It / Get Myself Back
(2010) Sit!Stay!Wait!Down! / Love Story
(2011)
Naked / Fight Together / Tempest est le 35e single régulier de Namie Amuro sorti sur le label Avex Trax, ou le 37e en comptant les deux sortis sur le label Toshiba-EMI. 

## Informations
C'est un single "triple-face A", qui sort le 27 juillet 2011 au Japon, un an après le précédent, Break It / Get Myself Back. Il arrive 2e à l'Oricon. Il se vend à 60 254 exemplaires la première semaine et reste classé 18 semaines pour un total de 101 082 exemplaires vendus. Il sort également au format CD+DVD avec un DVD supplémentaire contenant les clips vidéo de deux des titres.
Les trois chansons du single ont été utilisées comme thèmes musicaux : Naked pour une campagne publicitaire pour le produit Esprique de la marque Kose, Fight Together pour un générique de l'anime One Piece, et Tempest pour un drama historique homonyme. Les trois pistes se trouvent sur l'album Uncontrolled.

## Liste des titres
| 1. | NAKED                         | 4:23 |
| 2. | Fight Together                | 4:19 |
| 3. | Tempest                       | 4:38 |
| 4. | NAKED (instrumental)          | 4:45 |
| 5. | Fight Together (instrumental) | 4:18 |
| 6. | Tempest (instrumental)        | 4:34 |

| 1. | NAKED   |  |
| 2. | Tempest |  |